# معركة البريقة الأولى
معركة البريقة الأولى معركة وقعت أحداثها إبان الثورة الليبية بين كتائب العقيد معمر القذافي والثوار الليبين في مدينة البريقة وضواحيها. حثت المعركة نتيجة زحف الثوار من البيضاء وبنغازي ودرنة وطبرق صوب سرت التي يقصدون السيطرة عليها لبلوغ غايتهم الأخيرة وهي العاصمة طرابلس المعقل الحصين للقذافي وزمرته. وفي خضم زحف الثوار نحو الغرب الليبي اصطدموا مع طلائع كتيبة خميس المتمركزة في البريقة وبهد قتال استمر يوما استطاعوا أن يجلوهم من المدينة نحو رأس لانوف ثم إلى بن جواد. قبل أن ينقلب الوضع الرأس على عقب وتتضعضع هيمنة الثوار على المدن المحررة تحت وطء قصف جوي وصاروخي عنيف من قبل قوات القذافي التي اتبعت نهج الأرض المحروقة ما أفقد الثوار زخمهم كما أفقدهم عديد المدن التي استولوا عليها حتى باتت قوات القذافي قاب قوسين أدنى من اجتياح بنغازي، بيد أن تحركا فرنسيا خاطفا نجح في استصدار القرار 1973 من مجلس الأمن الذي يحظر الطيران فوق ليبيا ويسمح باستعمال سائر التدابير اللازمة لحماية المدنيين الليبين من نيران القذافي. ونجحت الضربة الجوية الفرنسية الأولى في تدمير الأرتال العسكرية التي قصدت مهاجمة بنغازي.

## السياق
اندلعت شرارة ثورة شعبية سلمية في ليبيا بمدينتي البيضاء والزنتان وبنغازي على غرار الثورات العربية القائمة آنذاك فقامت كتيبة الفضيل بو عمر المرابطة في بنغازي بقمع التظاهرات واقترفت مجزرة في بنغازي، الأمر فجر الأوضاع في بنغازي ودفع بالمواطنين الليبين إلى مهاجمة كتيبة الفضيل بو عمر وفلول المرتزقة كما حدثت اشتباكات بين الثوار وكتيبة حسين الجويفي وفي مطار الأبرق في البيضاء. وإثر استفحال الوضع قام المهدي زيو بتفجير سيارته في مقر الكتيبة وقضى بذلك على حامية القذافي في المدينة وغنم المدنيون في بنغازي الأسلحة التي وجدوها في مقر الكتيبة. وبعد تحرير البيضاء ودرنة والزنتان توالى تحرر المدن اليبية من قبضة القذافي فتحررت طبرق وبنغازي وأجدابيا ومصراتة والزاوية وزوارة وغيرها حتى بات الشرق ليبيا بكامله في غضون أيام قلائل خارج سيطرة القذافي.

## أهمية البريقة
النفط هو المصدر الرئيس للدخل في ليبيا، ومدينة البريقة تضم كبرى مجمعات النفط في ليبيا وبها خليط من السكان والعمال. لذا فهي تعد مرسى أكثر من كونها حاضرة مدنية. كما أنها كانت قبيل المعركة خط التماس بين الثوار الليبين وكتائب القذافي لإنها أولى المدن التي تواجه القادم من الغرب صوب الشرق. فأمست البريقة قبلة لطرفي النزاع وبات الاستيلاء عليها نصرا استراتيجا ومطلبا لكلا الجانبين.

## وقائع المعركة
قامت مقاتلات القذافي بقصف المدينة ودخلتها صبيحة يوم الإربعا 2 مارس 2011 لكن قوة من الثوار قدرت بالآلاف قدمت من أجدابيا مسنودة بوحدات صاعقة موالية لهم اشتبكت مع كتائب القذافي في معارك كر وفر حتى تمكنت من استعادة البريقة بحلول الظهيرة. لكن تركت بعض جيوب المقاومة قرب الجامعة وعن مدخل شركة سرت النفطية. وبعد اتمام الانسحاب من البريقة، تمركزت كتائب القذافي في راس لانوف حيث أمرحت فيها. ومع صبيحة يوم الخميس استئنفت قوات القذافي القصف الجوي على البريقة استهدفت الميناء والمنطقة الصناعية بيد أنها عجزت عن دخولها وتحدث الثوار عن أسر 100 شخص من مقاتلي القذافي. وفي يوم الجمعة كررت مقاتلات القذافي قصفها على البريقة وترددت أنباء لم يتسن تأكيدها عن إنزال لكتائب القذافي عند حقول النفط جنوب البريقة.

## معركة راس لانوف
تراجعت كتائب القذافي كليا إلى راس لانوف لاعادة تنظيمها وبعد معركة رأس لانوف تراجعوا نحو بن جواد ثم تراجعوا بعد بن جواد التي دخلها لثوار يوم السبت 5 مارس 2011 ثم انسحبوا منها ليلا طواعية لتدخلها قوات القذافي وتتوارى في البيوت، ومع تقدم الثوار صبيحة يوم الأحد نحو بن جواد كانت كتائب القذافي قد حاكت لهم كمينا محكما سقط على إثره عدد من الثوار وأوقف تقدمهم صوب سرت بل ومهد الطريق نحو الهجوم المضاد على معاقل الثوار.

## التقهقر
إثر بدء الهجوم المضاد من قبل كتائب القذافي تسارعت الأحداث تسارعا مضطردا حيث توالى سقوط معاقل الثوار بدءا من راس لانوف فالبريقة فأجدابيا حتى وصلت إلى مشارف عاصمة الثوار بنغازي، ما دفع بالدبلوماسية الفرنسية (التي اعترفت بشرعية الثوار) وعلى رأسها وزير الخارجية آلان جوبيه إلى تسريع جهودها واستصدار قرار مجلس الأمن الدولي رقم 1973 الذي قلب الطاولة رأسا على عقب مع بدء الضربات الجوية على كتائب القذافي.
| سبقه معركة غريان | معارك الثورة الليبية 2 مارس - 5 مارس 2011 | تبعه معركة راس لانوف |

## طالع
- تقرير مصور من قناة فرانس 24 عن معركة البريقة - الجزء الأول
- تقرير مصور من قناة فرانس 24 عن معركة البريقة - الجزء الثاني.

## إحالات
1. ↑  الجارديان :الثوار الليبيون في حالة تقهقر شامل ويعانون من ضعف خبراتهم القتالية. نسخة محفوظة 05 مارس 2016 على موقع واي باك مشين.
2. ↑  قصف لأجدابيا والثوار يستردون البريقة. نسخة محفوظة 10 ديسمبر 2011 على موقع واي باك مشين.
3. ↑  قصف للبريقة وأجدابيا والثوار يتأهبون. نسخة محفوظة 06 مارس 2011 على موقع واي باك مشين. [وصلة مكسورة]
4. ↑  20ليبيـــا: بدأت الحرب: الطيران الحربي الفرنسي يقصف رتلا من الدبابات وحاملة طائرات و3 غواصات في طريقها إلى السواحل الليبية. [وصلة مكسورة] نسخة محفوظة 29 نوفمبر 2011 على موقع واي باك مشين.
5. ↑  قتلى في قصف جوي للبريقة. نسخة محفوظة 05 مارس 2011 على موقع واي باك مشين.
6. ↑  قصف أجدابيا والبريقة تستعد للدفاع. نسخة محفوظة 08 ديسمبر 2011 على موقع واي باك مشين.
7. ↑  الثوار الليبيون ينسحبون من بلدة بن جواد بعد هجوم للجيش بالأسلحة الثقيلة.. ومقتل وإصابة عشرات المقاتلين والمدنيين في الهجوم. [وصلة مكسورة] نسخة محفوظة 13 مارس 2011 على موقع واي باك مشين.
8. ↑  المعارضة الليبية تعيد تجميع صفوفها وتتوجه إلى بن جواد. نسخة محفوظة 22 ديسمبر 2019 على موقع واي باك مشين.